# خوسو سابالا
خوسو سابالا (اسپانیایی: Josu Zabala‎؛ زادهٔ ۱۱ آوریل ۱۹۹۳) دوچرخه‌سوار اهل اسپانیا است.
از باشگاه‌هایی که در آن رکاب زده‌است می‌توان به کاخا رورال-سگوروس رخا، و کاخا رورال-سگوروس رخا، اشاره کرد.